# Sofroniusz I Syropulos
Sofroniusz I, gr. Σωφρόνιος Α΄ – ekumeniczny patriarcha Konstantynopola w latach 1463–1464.

## Życiorys
Wcześniej był prawdopodobnie metropolitą Heraklei. Daty jego patriarchatu nie są pewne, często są kwestionowane przez badaczy. Prawdopodobnie sprawował funkcję patriarchy między czerwcem 1463 a sierpniem 1464.